# Zlín Z-XII
De Zlín Z-XII (ook wel bekend als Z-12) is een Tsjecho-Slowaakse tweezits-laagdekker-les- en sportvliegtuig gebouwd door Moravan in de tijd dat het nog Zlín heette. De Z-XII is ontworpen door Jaroslav Lonek. De eerste vlucht vond plaats in april 1935. Van alle types in totaal zijn er meer dan 250 stuks gebouwd. Van de Z-XII zelf alleen al meer dan 200.

## Geschiedenis

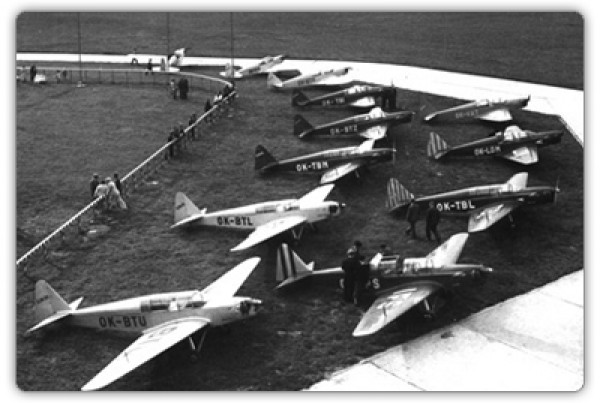
Zlín XII, aerodrom Zlín

De ontwikkeling van de Z-XII begon in 1934 onder leiding van Jaroslav Lonek. Het toestel werd geheel uit hout gebouwd. Twee prototypes werden er gebouwd. Het eerste prototype, de OK-BTA, werd uitgerust met een Continental-motor, 27 kW (36 pk), en vloog voor het eerst in april 1935. Later werd de Continental-motor vervangen door een Persy I-motor. Bij het tweede prototype, de OK-BTB, werd gebouwd met een Walter Mikron, 45 kW (60 pk). Beide prototypes ondergingen een intensief testprogramma.
Na het testprogramma werd de Z-XII, uitgerust met een Persy II, 33 kW (45 pk), in serieproductie genomen. Een verbeterde versie met een Walter Mikron II werd Z-212 genoemd. Er waren twee uitvoeringen van de Z-XII, één met een gesloten cockpit en één met een open cockpit. De rompvorm van de open versie wijkt iets af van de gesloten uitvoering. Ook zijn er vleugels met verschillende maten V-stelling (anderhalf en vier graden) gebruikt. De latere versies van de Z-XII en mogelijk de Z-212 hebben een iets afwijkende cockpitvorm.
In 1937 zette de Z-XII twee records, een voor een gemiddelde snelheid over 100 km van 113,845 km/h en de ander voor een gemiddelde snelheid van 109,433 km/h over 1000 km.
Tijdens de Luchtvaart Salon van Parijs in 1938 werd het toestel bij het grote publiek geïntroduceerd, waarna orders volgden uit landen als; Egypte, Frankrijk, Italië, Japan, Joegoslavië, Roemenië en Zuid-Afrika.
Tijdens de Duitse bezetting van Tsjechië tijdens de Tweede Wereldoorlog ging de productie van de Z-212 door onder Duits toezicht. Tot 1943 werden er Z-XII en Z-212 bij de Luftwaffe ingezet. Zo’n 20 Z-XII’s werden er aan Duitse vazalstaat Slowakije geleverd. Eén Z-212 werd na het einde van de Tweede Wereldoorlog naar de Verenigde Staten overgebracht en daar een tijd ingezet voor het maken van rondvluchten. De laatste Z-XII werd in Italië in 1965 buiten dienst gesteld.
In Tsjechië zijn enkele (replica’s van) Z-XII’s te bezichtigen. Zo is er een vliegwaardige Z-XII-replica gestationeerd bij de vliegclub in Kromeříz en staat er in het Tsjechisch Lucht- en ruimtevaartvaartmuseum, het Letecké muzeum in Kbely, een Praagse wijk, een Z-XII-replica als OK-TBX tentoongesteld. Deze replica bevat een originele motor en (vroeg) landingsgestel; voor het overige is het toestel compleet nieuw gebouwd.

## Versies
- Z-XII: Hoofdproductieversie, uitgerust met een Zlín Persy II,
- Z-212: Tweede productieversie, uitgerust met een Walter Mikron II, 46 kW (62 pk).

## Specificaties (Z-XII)

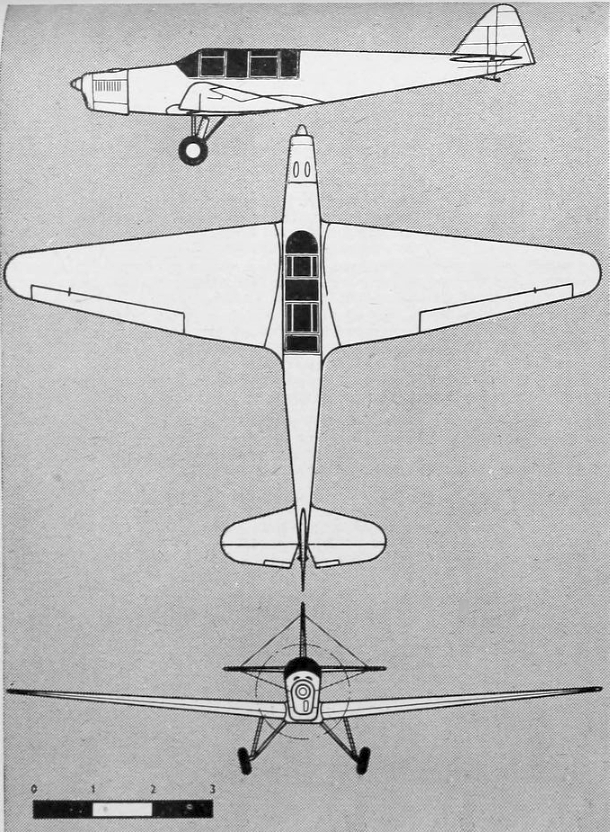
Zlín Z-212

- Bemanning: 2, de piloot/leerling en een instructeur
- Lengte: 7,80 m
- Spanwijdte: 10,00 m
- Hoogte: 2,75 m
- Vleugeloppervlak: 12 m2
- Leeggewicht: 290 kg
- Startgewicht: 520 kg
- Motor: 1× Zlín Persy II, 33 kW (45 pk)
- Maximumsnelheid: 155 km/h
- Kruissnelheid: 135 km/h
- Vliegbereik: 300 km
- Plafond: 3 800 m

## Gebruikers

### Civiele gebruikers
- Egypte
- Frankrijk
- Italië
- Japan
- Joegoslavië
- Roemenië
- Tsjechië
- Tsjechoslowakije
- Verenigde Staten
- Zuid-Afrika

### Militaire gebruikers
- Duitsland
  - Luftwaffe
- Eerste Slowaakse Republiek - zo'n 20 Z-XII's geleverd door Duitsland.
- Tsjechoslowakije – Na de Tweede Wereldoorlog stonden ze in het leger bekend als K-72, waar ze werden gebruikt als verbindingsvliegtuig.